# Kasteel Liechtenstein
Kasteel Liechtenstein is een kasteel in de buurt van Maria Enzersdorf in Neder-Oostenrijk ten zuiden van Wenen.
Het kasteel ligt aan de rand van het Wienerwald. Het kasteel, gebouwd in het begin van de 12e eeuw, was een deel van de verdedigingslinie Thermenlinie tegen vijanden, die toen meestal uit het oosten kwamen. Het kasteel werd vernietigd door de Turken in 1529 en wederom in 1683 en bleef een ruïne tot 1884, toen het weer werd opgebouwd.
Kasteel Liechtenstein (vrij vertaald: heldere steen) is de naamgever van de vorstenfamilie van Liechtenstein, die bekend is van het gelijknamige land. De familie had het kasteel in bezit van 1140 tot de 13e eeuw en wederom vanaf 1807.
Heden ten dage is het kasteel bekend om zijn jaarlijkse Nestroy theaterfestival tijdens de zomermaanden.